# Volleyball Nations League femminile 2024
La Volleyball Nations League 2024, 6ª edizione dell'omonima competizione di pallavolo femminile, si è svolta dal 14 maggio al 23 giugno 2024: al torneo hanno partecipato sedici squadre nazionali e la vittoria finale è andata per la seconda volta all'Italia.

## Regolamento

### Formula
Le formula ha previsto:
- Prima fase, disputata con girone all'italiana: le prime sette classificate e la nazionale del paese organizzatore (nel caso in cui sia arrivata tra le prime sette si qualifica l'ottava classificata) hanno acceduto alla fase finale.
- Fase finale, disputata con quarti di finale, semifinale, finale per il terzo posto e finale[2].

### Criteri di classifica
Se il risultato finale è stato di 3-0 o 3-1 sono stati assegnati 3 punti alla squadra vincente e 0 a quella sconfitta, se il risultato finale è stato di 3-2 sono stati assegnati 2 punti alla squadra vincente e 1 a quella sconfitta.
L'ordine del posizionamento in classifica è stato definito in base a:
- Numero di partite vinte;
- Punti;
- Ratio dei set vinti/persi;
- Ratio dei punti realizzati/subiti;
- Risultati degli scontri diretti.

## Squadre partecipanti
| Squadra         | Qualificazione                         | Ultima partecipazione          |
| --------------- | -------------------------------------- | ------------------------------ |
| Brasile         | Wild card                              | Volleyball Nations League 2023 |
| Bulgaria        | Wild card                              | Volleyball Nations League 2023 |
| Canada          | Wild card                              | Volleyball Nations League 2023 |
| Cina            | Wild card                              | Volleyball Nations League 2023 |
| Corea del Sud   | Wild card                              | Volleyball Nations League 2023 |
| Francia         | 1ª alla Volleyball Challenger Cup 2023 | Debutto                        |
| Germania        | Wild card                              | Volleyball Nations League 2023 |
| Giappone        | Wild card                              | Volleyball Nations League 2023 |
| Italia          | Wild card                              | Volleyball Nations League 2023 |
| Paesi Bassi     | Wild card                              | Volleyball Nations League 2023 |
| Polonia         | Wild card                              | Volleyball Nations League 2023 |
| Rep. Dominicana | Wild card                              | Volleyball Nations League 2023 |
| Serbia          | Wild card                              | Volleyball Nations League 2023 |
| Stati Uniti     | Wild card                              | Volleyball Nations League 2023 |
| Thailandia      | Wild card                              | Volleyball Nations League 2023 |
| Turchia         | Wild card                              | Volleyball Nations League 2023 |

## Torneo

### Fase a gironi

#### Prima settimana
| Girone 1    | Girone 2        |
| ----------- | --------------- |
| Bulgaria    | Brasile         |
| Francia     | Canada          |
| Germania    | Cina            |
| Giappone    | Corea del Sud   |
| Italia      | Rep. Dominicana |
| Paesi Bassi | Serbia          |
| Polonia     | Stati Uniti     |
| Turchia     | Thailandia      |

##### Girone 1
| 14 maggio 2024 Antalya Spor Salonu, Adalia Durata: 1h:16 - Spettatori: 2 244  | Bulgaria    | 0 - 3 | Paesi Bassi | 14-25, 20-25, 22-25               |
| 14 maggio 2024 Antalya Spor Salonu, Adalia Durata: 1h:21 - Spettatori: 4 050  | Italia      | 0 - 3 | Polonia     | 26-28, 23-25, 21-25               |
| 15 maggio 2024 Antalya Spor Salonu, Adalia Durata: 1h:05 - Spettatori: 1 740  | Francia     | 0 - 3 | Germania    | 22-25, 14-25, 22-25               |
| 15 maggio 2024 Antalya Spor Salonu, Adalia Durata: 2h:04 - Spettatori: 9 745  | Giappone    | 3 - 2 | Turchia     | 25-23, 25-21, 23-25, 20-25, 15-11 |
| 16 maggio 2024 Antalya Spor Salonu, Adalia Durata: 1h:35 - Spettatori: 1 005  | Germania    | 1 - 3 | Italia      | 16-25, 16-25, 25-21, 22-25        |
| 16 maggio 2024 Antalya Spor Salonu, Adalia Durata: 1h:05 - Spettatori: 1 370  | Bulgaria    | 0 - 3 | Giappone    | 13-25, 15-25, 15-25               |
| 16 maggio 2024 Antalya Spor Salonu, Adalia Durata: 1h:42 - Spettatori: 10 200 | Paesi Bassi | 1 - 3 | Turchia     | 14-25, 25-23, 23-25, 18-25        |
| 17 maggio 2024 Antalya Spor Salonu, Adalia Durata: 1h:11 - Spettatori: 970    | Giappone    | 3 - 0 | Germania    | 25-21, 25-15, 25-22               |
| 17 maggio 2024 Antalya Spor Salonu, Adalia Durata: 1h:13 - Spettatori: 1 440  | Francia     | 0 - 3 | Polonia     | 20-25, 16-25, 17-25               |
| 17 maggio 2024 Antalya Spor Salonu, Adalia Durata: 1h:12 - Spettatori: 3 130  | Italia      | 3 - 0 | Bulgaria    | 25-11, 25-22, 25-19               |
| 18 maggio 2024 Antalya Spor Salonu, Adalia Durata: 1h:15 - Spettatori: 1 020  | Polonia     | 3 - 0 | Paesi Bassi | 25-20, 26-24, 25-18               |
| 18 maggio 2024 Antalya Spor Salonu, Adalia Durata: 1h:43 - Spettatori: 1 391  | Francia     | 3 - 1 | Bulgaria    | 19-25, 25-21, 25-11, 29-27        |
| 18 maggio 2024 Antalya Spor Salonu, Adalia Durata: 1h:38 - Spettatori: 11 000 | Italia      | 3 - 1 | Turchia     | 25-27, 25-21, 25-21, 25-19        |
| 19 maggio 2024 Antalya Spor Salonu, Adalia Durata: 1h:52 - Spettatori: 699    | Germania    | 1 - 3 | Paesi Bassi | 21-25, 25-21, 23-25, 20-25        |
| 19 maggio 2024 Antalya Spor Salonu, Adalia Durata: 1h:18 - Spettatori: 2 312  | Polonia     | 3 - 0 | Giappone    | 26-24, 25-20, 25-23               |
| 19 maggio 2024 Antalya Spor Salonu, Adalia Durata: 1h:14 - Spettatori: 10 336 | Francia     | 0 - 3 | Turchia     | 19-25, 16-25, 19-25               |

##### Girone 2
| 14 maggio 2024 Ginásio do Maracanãzinho, Rio de Janeiro Durata: 1h:03 - Spettatori: 1 910 | Cina            | 3 - 0 | Corea del Sud   | 25-15, 25-16, 25-14        |
| 14 maggio 2024 Ginásio do Maracanãzinho, Rio de Janeiro Durata: 1h:44 - Spettatori: 6 145 | Brasile         | 3 - 1 | Canada          | 26-24, 23-25, 26-24, 25-12 |
| 15 maggio 2024 Ginásio do Maracanãzinho, Rio de Janeiro Durata: 1h:37 - Spettatori: ?     | Stati Uniti     | 3 - 1 | Thailandia      | 25-22, 19-25, 25-12, 25-18 |
| 15 maggio 2024 Ginásio do Maracanãzinho, Rio de Janeiro Durata: 1h:40 - Spettatori: 1 130 | Serbia          | 1 - 3 | Rep. Dominicana | 18-25, 17-25, 25-21, 20-25 |
| 16 maggio 2024 Ginásio do Maracanãzinho, Rio de Janeiro Durata: 1h:04 - Spettatori: 6 263 | Brasile         | 3 - 0 | Corea del Sud   | 25-15, 25-19, 25-17        |
| 16 maggio 2024 Ginásio do Maracanãzinho, Rio de Janeiro Durata: 1h:45 - Spettatori: 3 702 | Cina            | 3 - 1 | Stati Uniti     | 23-25, 25-23, 25-22, 25-19 |
| 16 maggio 2024 Ginásio do Maracanãzinho, Rio de Janeiro Durata: 1h:21 - Spettatori: 468   | Rep. Dominicana | 0 - 3 | Canada          | 20-25, 21-25, 22-25        |
| 17 maggio 2024 Ginásio do Maracanãzinho, Rio de Janeiro Durata: 1h:22 - Spettatori: 769   | Serbia          | 3 - 0 | Thailandia      | 25-13, 29-27, 25-19        |
| 17 maggio 2024 Ginásio do Maracanãzinho, Rio de Janeiro Durata: 1h:50 - Spettatori: 4 328 | Cina            | 1 - 3 | Canada          | 22-25, 25-20, 23-25, 22-25 |
| 17 maggio 2024 Ginásio do Maracanãzinho, Rio de Janeiro Durata: 1h:41 - Spettatori: 9 119 | Brasile         | 3 - 1 | Stati Uniti     | 25-22, 25-16, 18-25, 25-19 |
| 18 maggio 2024 Ginásio do Maracanãzinho, Rio de Janeiro Durata: 1h:36 - Spettatori: 2 305 | Serbia          | 1 - 3 | Cina            | 25-21, 15-25, 18-25, 18-25 |
| 18 maggio 2024 Ginásio do Maracanãzinho, Rio de Janeiro Durata: 1h:06 - Spettatori: 1 254 | Corea del Sud   | 0 - 3 | Rep. Dominicana | 13-25, 19-25, 20-25        |
| 18 maggio 2024 Ginásio do Maracanãzinho, Rio de Janeiro Durata: 1h:37 - Spettatori: 387   | Thailandia      | 1 - 3 | Canada          | 21-25, 13-25, 25-20, 17-25 |
| 19 maggio 2024 Ginásio do Maracanãzinho, Rio de Janeiro Durata: 1h:14 - Spettatori: 9 212 | Brasile         | 3 - 0 | Serbia          | 25-15, 25-19, 25-19        |
| 19 maggio 2024 Ginásio do Maracanãzinho, Rio de Janeiro Durata: 1h:18 - Spettatori: 2 437 | Stati Uniti     | 3 - 0 | Rep. Dominicana | 25-23, 25-20, 25-18        |
| 19 maggio 2024 Ginásio do Maracanãzinho, Rio de Janeiro Durata: 1h:43 - Spettatori: 438   | Thailandia      | 1 - 3 | Corea del Sud   | 19-25, 25-23, 16-25, 18-25 |

#### Seconda settimana
| Girone 3        | Girone 4      |
| --------------- | ------------- |
| Brasile         | Bulgaria      |
| Cina            | Canada        |
| Francia         | Corea del Sud |
| Giappone        | Germania      |
| Italia          | Polonia       |
| Paesi Bassi     | Serbia        |
| Rep. Dominicana | Stati Uniti   |
| Thailandia      | Turchia       |

##### Girone 3
| 28 maggio 2024 Fórum de Macau, Macao Durata: 1h:36 - Spettatori: 1 059 | Thailandia      | 3 - 1 | Rep. Dominicana | 25-22, 20-25, 25-17, 26-24        |
| 28 maggio 2024 Fórum de Macau, Macao Durata: 2h:02 - Spettatori: 2 071 | Brasile         | 3 - 2 | Giappone        | 24-26, 26-24, 19-25, 25-20, 15-11 |
| 29 maggio 2024 Fórum de Macau, Macao Durata: 1h:03 - Spettatori: 1 279 | Italia          | 3 - 0 | Francia         | 25-15, 25-14, 25-14               |
| 29 maggio 2024 Fórum de Macau, Macao Durata: 1h:48 - Spettatori: 3 126 | Paesi Bassi     | 1 - 3 | Cina            | 25–21, 23-25, 23-25, 21-25        |
| 30 maggio 2024 Fórum de Macau, Macao Durata: 1h:02 - Spettatori: 684   | Rep. Dominicana | 0 - 3 | Italia          | 12-25, 19-25, 21-25               |
| 30 maggio 2024 Fórum de Macau, Macao Durata: 1h:06 - Spettatori: 1 011 | Francia         | 0 - 3 | Giappone        | 14-25, 18-25, 15-25               |
| 30 maggio 2024 Fórum de Macau, Macao Durata: 1h:38 - Spettatori: 2 034 | Brasile         | 3 - 1 | Paesi Bassi     | 25-17, 20-25, 25-20, 25-18        |
| 31 maggio 2024 Fórum de Macau, Macao Durata: 1h:53 - Spettatori: 761   | Francia         | 2 - 3 | Thailandia      | 23-25, 21-25, 25-23, 25-20, 7-15  |
| 31 maggio 2024 Fórum de Macau, Macao Durata: 1h:31 - Spettatori: 2 700 | Paesi Bassi     | 3 - 1 | Rep. Dominicana | 25-17, 23-25, 25-21, 25-17        |
| 31 maggio 2024 Fórum de Macau, Macao Durata: 1h:38 - Spettatori: 5 463 | Giappone        | 3 - 1 | Cina            | 25-22, 19-25, 25-18, 25-17        |
| 1º giugno 2024 Fórum de Macau, Macao Durata: 1h:55 - Spettatori: 3 300 | Brasile         | 3 - 2 | Italia          | 26-24, 25-27, 18-25, 25-19, 15-10 |
| 1º giugno 2024 Fórum de Macau, Macao Durata: 1h:43 - Spettatori: 3 435 | Rep. Dominicana | 1 - 3 | Giappone        | 20-25, 25-23, 24-26, 23-25        |
| 1º giugno 2024 Fórum de Macau, Macao Durata: 1h:12 - Spettatori: 5 216 | Thailandia      | 0 - 3 | Cina            | 23-25, 17-25, 18-25               |
| 2 giugno 2024 Fórum de Macau, Macao Durata: 1h:05 - Spettatori: 2 019  | Francia         | 0 - 3 | Paesi Bassi     | 17-25, 10-25, 21-25               |
| 2 giugno 2024 Fórum de Macau, Macao Durata: 1h:07 - Spettatori: 3 513  | Brasile         | 3 - 0 | Thailandia      | 25-22, 25-14, 25-17               |
| 2 giugno 2024 Fórum de Macau, Macao Durata: 1h:07 - Spettatori: 5 569  | Italia          | 3 - 0 | Cina            | 25-23, 25-19, 25-16               |

##### Girone 4
| 28 maggio 2024 College Park Center, Arlington Durata: 1h:39 - Spettatori: 454   | Polonia       | 3 - 1 | Serbia      | 25-16, 23-25, 25-18, 25-22        |
| 28 maggio 2024 College Park Center, Arlington Durata: 1h:45 - Spettatori: 1 149 | Canada        | 1 - 3 | Stati Uniti | 22-25, 17-25, 25-23, 20-25        |
| 29 maggio 2024 College Park Center, Arlington Durata: 2h:04 - Spettatori: 273   | Corea del Sud | 2 - 3 | Bulgaria    | 23-25, 25-20, 26-24, 21-25, 13-15 |
| 29 maggio 2024 College Park Center, Arlington Durata: 1h:54 - Spettatori: 260   | Germania      | 1 - 3 | Turchia     | 25-20, 20-25, 9-25, 24-26         |
| 30 maggio 2024 College Park Center, Arlington Durata: 1h:05 - Spettatori: 194   | Corea del Sud | 0 - 3 | Polonia     | 20-25, 20-25, 10-25               |
| 30 maggio 2024 College Park Center, Arlington Durata: 1h:06 - Spettatori: 100   | Canada        | 3 - 0 | Germania    | 25-20, 25-15, 25-22               |
| 30 maggio 2024 College Park Center, Arlington Durata: 1h:50 - Spettatori: 650   | Serbia        | 1 - 3 | Turchia     | 18-25, 31-33, 25-21, 21-25        |
| 31 maggio 2024 College Park Center, Arlington Durata: 1h:14 - Spettatori: 466   | Germania      | 0 - 3 | Polonia     | 23-25, 20-25, 21-25               |
| 31 maggio 2024 College Park Center, Arlington Durata: 1h:54 - Spettatori: 200   | Serbia        | 3 - 1 | Canada      | 25-22, 21-25, 26-24, 25-20        |
| 31 maggio 2024 College Park Center, Arlington Durata: 1h:18 - Spettatori: 1 700 | Bulgaria      | 0 - 3 | Stati Uniti | 17-25, 22-25, 22-25               |
| 1º giugno 2024 College Park Center, Arlington Durata: 1h:06 - Spettatori: 1 850 | Corea del Sud | 0 - 3 | Turchia     | 20-25, 15-25, 20-25               |
| 1º giugno 2024 College Park Center, Arlington Durata: 1h:51 - Spettatori: 2 100 | Polonia       | 3 - 1 | Stati Uniti | 29-27, 25-22, 20-25, 25-23        |
| 1º giugno 2024 College Park Center, Arlington Durata: 1h:40 - Spettatori: 150   | Serbia        | 3 - 1 | Bulgaria    | 18-25, 25-21, 25-17, 25-16        |
| 2 giugno 2024 College Park Center, Arlington Durata: 1h:01 - Spettatori: 877    | Corea del Sud | 0 - 3 | Canada      | 15-25, 12-25, 18-25               |
| 2 giugno 2024 College Park Center, Arlington Durata: 1h:57 - Spettatori: 4 000  | Stati Uniti   | 2 - 3 | Turchia     | 25-21, 20-25, 21-25, 25-12, 12-15 |
| 2 giugno 2024 College Park Center, Arlington Durata: 1h:35 - Spettatori: 941    | Bulgaria      | 1 - 3 | Germania    | 19-25, 25-21, 21-25, 11-25        |

#### Terza settimana
| Girone 5        | Girone 6      |
| --------------- | ------------- |
| Brasile         | Canada        |
| Bulgaria        | Corea del Sud |
| Cina            | Francia       |
| Germania        | Giappone      |
| Polonia         | Italia        |
| Rep. Dominicana | Paesi Bassi   |
| Thailandia      | Serbia        |
| Turchia         | Stati Uniti   |

##### Girone 5
| 11 giugno 2024 Hong Kong Coliseum, Hong Kong Durata: 1h:35 - Spettatori: 6 058  | Germania        | 1 - 3 | Rep. Dominicana | 24-26, 25-21, 21-25, 21-25        |
| 11 giugno 2024 Hong Kong Coliseum, Hong Kong Durata: 1h:01 - Spettatori: 8 715  | Bulgaria        | 0 - 3 | Cina            | 15-25, 12-25, 17-25               |
| 12 giugno 2024 Hong Kong Coliseum, Hong Kong Durata: 1h:00 - Spettatori: 4 649  | Turchia         | 3 - 0 | Thailandia      | 25-17, 25-17, 25-17               |
| 12 giugno 2024 Hong Kong Coliseum, Hong Kong Durata: 1h:31 - Spettatori: 6 826  | Brasile         | 3 - 1 | Polonia         | 22-25, 25-17, 25-17, 25-16        |
| 13 giugno 2024 Hong Kong Coliseum, Hong Kong Durata: 1h:55 - Spettatori: 2 885  | Bulgaria        | 2 - 3 | Thailandia      | 23-25, 25-22, 18-25, 25-22, 10-15 |
| 13 giugno 2024 Hong Kong Coliseum, Hong Kong Durata: 1h:38 - Spettatori: 4 418  | Germania        | 1 - 3 | Brasile         | 20-25, 22-25, 25-21, 24-26        |
| 13 giugno 2024 Hong Kong Coliseum, Hong Kong Durata: 1h:19 - Spettatori: 5 603  | Rep. Dominicana | 1 - 3 | Turchia         | 25-17, 15-25, 17-25, 18-25        |
| 14 giugno 2024 Hong Kong Coliseum, Hong Kong Durata: 1h:05 - Spettatori: 3 890  | Bulgaria        | 0 - 3 | Brasile         | 11-25, 11-25, 23-25               |
| 14 giugno 2024 Hong Kong Coliseum, Hong Kong Durata: 1h:19 - Spettatori: 5 869  | Rep. Dominicana | 0 - 3 | Polonia         | 31-33, 20-25, 16-25               |
| 14 giugno 2024 Hong Kong Coliseum, Hong Kong Durata: 1h:10 - Spettatori: 10 192 | Cina            | 3 - 0 | Germania        | 25-19, 25-17, 25-18               |
| 15 giugno 2024 Hong Kong Coliseum, Hong Kong Durata: 1h:56 - Spettatori: 4 510  | Rep. Dominicana | 2 - 3 | Bulgaria        | 26-24, 23-25, 22-25, 26-24, 13-15 |
| 15 giugno 2024 Hong Kong Coliseum, Hong Kong Durata: 1h:06 - Spettatori: 8 532  | Polonia         | 3 - 0 | Thailandia      | 25-15, 25-23, 25-17               |
| 15 giugno 2024 Hong Kong Coliseum, Hong Kong Durata: 1h:50 - Spettatori: 10 452 | Cina            | 3 - 2 | Turchia         | 21-25, 17-25, 25-21, 25-23, 15-13 |
| 16 giugno 2024 Hong Kong Coliseum, Hong Kong Durata: 1h:10 - Spettatori: 6 489  | Germania        | 3 - 0 | Thailandia      | 25-17, 25-21, 25-20               |
| 16 giugno 2024 Hong Kong Coliseum, Hong Kong Durata: 0h:59 - Spettatori: 9 710  | Turchia         | 0 - 3 | Brasile         | 14-25, 14-25, 19-25               |
| 16 giugno 2024 Hong Kong Coliseum, Hong Kong Durata: 1h:05 - Spettatori: 10 542 | Cina            | 3 - 0 | Polonia         | 25-23, 25-15, 25-19               |

##### Girone 6
| 11 giugno 2024 Fukuoka Convention Center, Fukuoka Durata: 1h:13 - Spettatori: 311   | Stati Uniti   | 3 - 0 | Francia       | 25-15, 26-24, 25-20               |
| 11 giugno 2024 Fukuoka Convention Center, Fukuoka Durata: 1h:00 - Spettatori: 420   | Italia        | 3 - 0 | Canada        | 25-16, 25-15, 25-14               |
| 12 giugno 2024 Fukuoka Convention Center, Fukuoka Durata: 1h:29 - Spettatori: 468   | Paesi Bassi   | 3 - 1 | Serbia        | 25-20, 25-21, 18-25, 25-12        |
| 12 giugno 2024 Fukuoka Convention Center, Fukuoka Durata: 1h:06 - Spettatori: 7 612 | Corea del Sud | 0 - 3 | Giappone      | 16-25, 16-25, 23-25               |
| 13 giugno 2024 Fukuoka Convention Center, Fukuoka Durata: 1h:21 - Spettatori: 1 262 | Paesi Bassi   | 0 - 3 | Stati Uniti   | 21-25, 20-25, 22-25               |
| 13 giugno 2024 Fukuoka Convention Center, Fukuoka Durata: 1h:59 - Spettatori: 1 498 | Francia       | 2 - 3 | Corea del Sud | 23-25, 25-21, 25-17, 22-25, 13-15 |
| 13 giugno 2024 Fukuoka Convention Center, Fukuoka Durata: 1h:54 - Spettatori: 7 605 | Giappone      | 2 - 3 | Canada        | 25-23, 25-22, 20-25, 21-25, 14-16 |
| 14 giugno 2024 Fukuoka Convention Center, Fukuoka Durata: 1h:39 - Spettatori: 767   | Serbia        | 1 - 3 | Francia       | 22-25, 25-22, 23-25, 21-25        |
| 14 giugno 2024 Fukuoka Convention Center, Fukuoka Durata: 1h:16 - Spettatori: 998   | Canada        | 0 - 3 | Paesi Bassi   | 24-26, 16-25, 23-25               |
| 14 giugno 2024 Fukuoka Convention Center, Fukuoka Durata: 0h:56 - Spettatori: 1 250 | Italia        | 3 - 0 | Corea del Sud | 25-16, 25-11, 25-13               |
| 15 giugno 2024 Fukuoka Convention Center, Fukuoka Durata: 1h:14 - Spettatori: 1 366 | Canada        | 3 - 0 | Francia       | 25-14, 25-18, 31-29               |
| 15 giugno 2024 Fukuoka Convention Center, Fukuoka Durata: 1h:35 - Spettatori: 2 195 | Italia        | 3 - 1 | Stati Uniti   | 25-17, 19-25, 25-15, 25-21        |
| 15 giugno 2024 Fukuoka Convention Center, Fukuoka Durata: 1h:09 - Spettatori: 7 678 | Giappone      | 3 - 0 | Serbia        | 25-22, 25-18, 25-15               |
| 16 giugno 2024 Fukuoka Convention Center, Fukuoka Durata: 1h:02 - Spettatori: 1 673 | Paesi Bassi   | 3 - 0 | Corea del Sud | 25-21, 25-11, 25-17               |
| 16 giugno 2024 Fukuoka Convention Center, Fukuoka Durata: 1h:32 - Spettatori: 2 375 | Serbia        | 1 - 3 | Italia        | 20-25, 25-20, 23-25, 22-25        |
| 16 giugno 2024 Fukuoka Convention Center, Fukuoka Durata: 1h:12 - Spettatori: 7 618 | Giappone      | 0 - 3 | Stati Uniti   | 15-25, 18-25, 24-26               |

#### Classifica
| Pos. | Squadra         | Pt | G  | V  | P  | SV | SP | Ratio | PF    | PS    | Ratio |
| ---- | --------------- | -- | -- | -- | -- | -- | -- | ----- | ----- | ----- | ----- |
| 1.   | Brasile         | 34 | 12 | 12 | 0  | 36 | 9  | 4,000 | 1 075 | 873   | 1,231 |
| 2.   | Italia          | 31 | 12 | 10 | 2  | 32 | 10 | 3,200 | 1 010 | 812   | 1,243 |
| 3.   | Polonia         | 30 | 12 | 10 | 2  | 31 | 8  | 3,875 | 942   | 838   | 1,124 |
| 4.   | Cina            | 26 | 12 | 9  | 3  | 29 | 14 | 2,071 | 1 000 | 886   | 1,128 |
| 5.   | Giappone        | 25 | 12 | 8  | 4  | 28 | 16 | 1,750 | 1 011 | 909   | 1,112 |
| 6.   | Turchia         | 25 | 12 | 8  | 4  | 29 | 18 | 1,611 | 1 060 | 977   | 1,084 |
| 7.   | Stati Uniti     | 22 | 12 | 7  | 5  | 27 | 17 | 1,588 | 1 018 | 944   | 1,078 |
| 8.   | Paesi Bassi     | 21 | 12 | 7  | 5  | 24 | 18 | 1,333 | 965   | 903   | 1,068 |
| 9.   | Canada          | 20 | 12 | 7  | 5  | 24 | 19 | 1,263 | 975   | 945   | 1,031 |
| 10.  | Rep. Dominicana | 10 | 12 | 3  | 9  | 15 | 29 | 0,517 | 956   | 1 029 | 0,929 |
| 11.  | Serbia          | 9  | 12 | 3  | 9  | 16 | 29 | 0,551 | 968   | 1 058 | 0,914 |
| 12.  | Germania        | 9  | 12 | 3  | 9  | 14 | 28 | 0,500 | 907   | 974   | 0,931 |
| 13.  | Thailandia      | 7  | 12 | 3  | 9  | 12 | 32 | 0,375 | 878   | 1 031 | 0,851 |
| 14.  | Francia         | 8  | 12 | 2  | 10 | 10 | 32 | 0,312 | 827   | 993   | 0,832 |
| 15.  | Corea del Sud   | 6  | 12 | 2  | 10 | 8  | 33 | 0,242 | 751   | 970   | 0,774 |
| 16.  | Bulgaria        | 5  | 12 | 2  | 10 | 11 | 34 | 0,323 | 863   | 1 064 | 0,811 |

      Qualificata alla fase finale.

### Fase finale
|  | Quarti di finale | Quarti di finale | Quarti di finale |          |   | Semifinali | Semifinali | Semifinali |   |                 | Finale          | Finale          | Finale |  |
|  |                  |                  |                  |          |   |            |            |            |   |                 |                 |                 |        |  |
|  | 1                | Brasile          | 3                |          |   |            |            |            |   |                 |                 |                 |        |  |
|  | 1                | Brasile          | 3                |          |   |            |            |            |   |                 |                 |                 |        |  |
|  | 13               | Thailandia       | 0                |          |   |            |            |            |   |                 |                 |                 |        |  |
|  | 13               | Thailandia       | 0                |          | 1 | Brasile    | 2          |            |   |                 |                 |                 |        |  |
|  |                  |                  |                  |          | 1 | Brasile    | 2          |            |   |                 |                 |                 |        |  |
|  |                  |                  | 5                | Giappone | 3 |            |            |            |   |                 |                 |                 |        |  |
|  | 4                | Cina             | 5                | Giappone | 3 | 0          |            |            |   |                 |                 |                 |        |  |
|  | 4                | Cina             |                  |          |   |            |            |            |   |                 |                 |                 |        |  |
|  | 5                | Giappone         | 3                |          |   |            |            |            |   |                 |                 |                 |        |  |
|  | 5                | Giappone         | 3                |          | 5 | Giappone   | 1          |            |   |                 |                 |                 |        |  |
|  |                  |                  |                  |          |   |            |            |            |   |                 |                 |                 |        |  |
|  |                  |                  | 2                | Italia   | 3 |            |            |            |   |                 |                 |                 |        |  |
|  | 2                | Italia           | 2                | Italia   | 3 | 3          |            |            |   |                 |                 |                 |        |  |
|  | 2                | Italia           |                  |          |   | 3          |            |            |   |                 |                 |                 |        |  |
|  | 7                | Stati Uniti      | 0                |          |   |            |            |            |   |                 |                 |                 |        |  |
|  | 7                | Stati Uniti      | 0                |          | 2 | Italia     | 3          |            |   | Finale 3º posto | Finale 3º posto | Finale 3º posto |        |  |
|  |                  |                  |                  |          | 2 | Italia     | 3          |            |   |                 |                 |                 |        |  |
|  |                  |                  | 3                | Polonia  | 0 |            |            |            |   |                 |                 |                 |        |  |
|  | 3                | Polonia          | 3                | Polonia  | 0 | 3          |            |            | 1 | Brasile         | 2               |                 |        |  |
|  | 3                | Polonia          |                  |          |   |            |            |            | 1 | Brasile         | 2               |                 |        |  |
|  | 6                | Turchia          | 2                |          |   | 3          | Polonia    | 3          |   |                 |                 |                 |        |  |

#### Quarti di finale
| 20 giugno 2024 Palazzetto dello sport Huamark, Bangkok Durata: 1h:10 - Spettatori: 5 125 | Cina    | 0 - 3 | Giappone    | 21-25, 21-25, 22-25               |
| 20 giugno 2024 Palazzetto dello sport Huamark, Bangkok Durata: 1h:07 - Spettatori: 6 257 | Brasile | 3 - 0 | Thailandia  | 25-21, 25-20, 25-23               |
| 21 giugno 2024 Palazzetto dello sport Huamark, Bangkok Durata: 1h:11 - Spettatori: 5 351 | Italia  | 3 - 0 | Stati Uniti | 25-21, 25-21, 25-23               |
| 21 giugno 2024 Palazzetto dello sport Huamark, Bangkok Durata: 1h:48 - Spettatori: 5 660 | Polonia | 3 - 2 | Turchia     | 20-25, 25-22, 25-20, 19-25, 15-11 |

#### Semifinali
| 22 giugno 2024 Palazzetto dello sport Huamark, Bangkok Durata: 1h:06 - Spettatori: 5 637 | Italia  | 3 - 0 | Polonia  | 25-18, 25-17, 25-12               |
| 22 giugno 2024 Palazzetto dello sport Huamark, Bangkok Durata: 1h:56 - Spettatori: 6 150 | Brasile | 2 - 3 | Giappone | 24-26, 25-20, 21-25, 25-22, 12-15 |

#### Finale 3º posto
| 23 giugno 2024 Palazzetto dello sport Huamark, Bangkok Durata: 1h:50 - Spettatori: 5 904 | Brasile | 2 - 3 | Polonia | 21-25, 28-26, 21-25, 25-19, 9-15 |

#### Finale
| 23 giugno 2024 Palazzetto dello sport Huamark, Bangkok Durata: 1h:39 - Spettatori: 6 033 | Giappone | 1 - 3 | Italia | 17-25, 17-25, 25-21, 20-25 |

## Classifica finale
| Pos     | Squadra         | Rosa |
| ------- | --------------- | --- |
| Oro     | Italia          | Formazione: 1 Lubian, 2 Degradi, 3 Cambi, 4 Bosio, 5 Spirito, 6 De Gennaro, 7 Fersino, 8 Orro, 9 Bosetti, 10 Nwakalor, 11 Danesi, 13 Bonifacio, 16 Nervini, 17 Sylla, 18 Egonu, 19 Fahr, 21 Omoruyi, 22 Mingardi, 24 Antropova, 25 Akrari, 27 Giovannini, CT: Velasco                                                                  |
| Argento | Giappone        | Formazione: 1 Iwasaki, 2 Hayashi, 3 Koga, 4 Ishikawa, 6 Seki, 7 Watanabe, 8 Kojima, 9 Tanaka, 10 Inoue, 11 Yamada, 12 Fukudome, 13 Matsui, 15 Miyabe, 16 Kurogo, 20 Araki, 21 Wada, CT: Manabe |
| Bronzo  | Polonia         | Formazione: 3 Alagierska, 4 Plesnierowicz, 5 Kąkolewska, 6 Ganszczyk, 7 Bociek, 9 Stysiak, 10 Fedusio, 11 Łukasik, 12 Szczygłowska, 14 Wołosz, 15 Czyrniańska, 16 Łysiak, 17 Smarzek, 19 Centka, 24 Damaske, 26 Wenerska, 27 Pacak, 28 Piasecka, 30 Różański, 41 Kurnikowska, 95 Jurczyk, CT: Lavarini                                 |
| 4       | Brasile         | Formazione: 1 Costa, 2 Alecrim, 3 Carneiro, 5 Daroit, 6 de Menezes, 7 Montibeller, 8 Kudiess, 9 Ratzke, 10 G. Guimarães, 12 de Souza, 14 de Araújo, 15 da Silva, 16 do Nascimento, 17 Bergmann, 19 Santos, 24 Teixeira, 26 Nezzo, 28 Hoengen, CT: J.R. Guimarães                                                                       |
| 5       | Cina            | Formazione: 1 Yuan, 2 Zhu, 3 Diao, 4 Yang, 5 Gao, 6 Gong, 7 Wang Yua., 8 Xu, 9 Zhang, 10 Wang Yun., 11 Zhong, 12 Li, 14 Zheng, 16 Ding, 17 Ni, 18 Wang M., 19 Wang Yi., 21 Wu, 22 Zhuang, 23 Wang W., CT: Bin |
| 6       | Turchia         | Formazione: 1 Örge, 2 Aköz, 3 Özbay, 4 Vargas, 5 Aykaç, 7 Baladin, 10 Şenoğlu, 11 Cebecioğlu, 12 Şahin, 14 Erdem, 18 Güneş, 19 Kalaç, 21 Arıcı, 22 Aydın, 99 Karakurt, CT: Santarelli |
| 7       | Stati Uniti     | Formazione: 1 Hancock, 2 Poulter, 3 A. Skinner, 4 Wong-Orantes, 5 Frantti, 6 Hentz, 7 Carlini, 8 Butler, 9 M. Skinner, 10 Larson, 11 Drews, 12 Thompson, 13 Wilhite, 14 Stevenson, 15 Washington, 16 Rettke, 17 Fleck, 18 O'Neal, 20 Cuttino, 22 Plummer, 23 Robinson, 24 Ogbogu, 29 Lanier, 37 Haneline, CT: Kiraly                   |
| 8       | Thailandia      | Formazione: 1 Srithong, 2 Pannoy, 3 Guedpard, 4 Sinpho, 5 Nuekjang, 9 Nahuanong, 11 Janthawisut, 12 Bamrungsuk, 13 Sangthong, 15 Jaisaen, 16 Kokram, 18 Kongyot, 19 Moksri, 20 Pairoj, 21 Sooksod, 23 Kaewpin, 24 Boonlert, 29 Thanapan, 99 Bundasak, CT: Srisamutnak                                                                  |
| 9       | Paesi Bassi     | Formazione: 1 Knip, 3 H. Jasper, 4 Plak, 5 Knollema, 7 Lohuis, 10 van Aalen, 11 Buijs, 12 Bongaerts, 14 Dijkema, 16 Baijens, 18 M. Jasper, 19 Daalderop, 23 Timmerman, 25 Reesink, 26 Dambrink, 33 Marring, CT: Koslowski |
| 10      | Canada          | Formazione: 3 Van Ryk, 4 Savard, 5 Murmann, 6 White, 7 Van Buskirk, 8 Ogoms, 9 Gray, 10 Baker, 11 Mitrovic, 13 O'Reilly, 14 Howe, 15 Joseph, 17 Jost, 19 Maglio, CT: Winzer |
| 11      | Rep. Dominicana | Formazione: 1 Arias, 2 Y. Rodríguez, 3 Eve, 4 Peralta, 6 A. Rodríguez, 7 Marte, 8 Tapia, 11 Ge. González, 15 Guillén, 16 Peña, 20 B. Martínez, 21 J. Martínez, 23 Ga. González, 25 L. Martínez, CT: Kwiek |
| 12      | Serbia          | Formazione: 2 Lazović, 3 Osmajić, 8 Mirković, 9 Uzelac, 11 Kurtagić, 12 Pušić, 13 Bjelica, 16 Jegdić, 17 Radović, 19 Milenković, 21 Malešević, 22 Lozo, 23 Vidačić, 24 Medved, 25 Šućurović, 26 Kirov, 27 Bukilić, 28 Miljević, 30 Perović, 32 Gočanin, 33 Cvetković, 34 Tica, 35 Mijatović, 40 Ivanović, 41 Čikuc-Deans, CT: Guidetti |
| 13      | Germania        | Formazione: 2 Kästner, 3 Cesar, 4 Pogany, 6 Stautz, 8 Drewniok, 9 Alsmeier, 10 Stigrot, 13 Weske, 14 Schölzel, 15 Jatzko, 16 Cekulaev, 18 Grozer, 20 Kindermann, 21 Weitzel, 22 Strubbe, 23 Straube, 43 Kohn, CT: Waibl |
| 14      | Francia         | Formazione: 1 Cazaute, 3 Giardino, 4 Bauer, 7 Ndiaye, 8 Bernard, 9 Stojiljković, 10 Fanguédou, 11 Gicquel, 15 Sylves, 21 Elouga, 23 Olinga-Andela, 53 Schalk, 63 Respaut, 75 Diouf, 88 Rotar, 91 Bah, 98 Haewegene, 99 Gelin, CT: Rousseaux                                                                                            |
| 15      | Corea del Sud   | Formazione: 3 Kim D.i., 4 Han, 5 Kim C.w., 7 Kim J.w., 9 Lee J.a., 10 Kang, 11 Choi, 12 Lee D.h., 13 Park J.a., 16 Jeong, 17 Jung, 19 Pyo, 20 Park S.r., 22 Park S.y., 71 Moon, CT: Morales |
| 16      | Bulgaria        | Formazione: 1 Račeva, 5 Jordanova, 6 Paskova, 8 Barakova, 9 Bečeva, 10 Račkovska, 11 Krivošijska, 12 Dudova, 13 Paškuleva, 14 B. Săjkova, 15 Todorova, 16 Šahpazova, 23 Stojanova, 24 Gunčeva, 27 A. Săjkova, 28 M. Nikolova, 29 K. Nikolova, CT: Micelli                                                                              |

## Premi individuali
| Premio                 | Nome                 | Squadra  |
| ---------------------- | -------------------- | -------- |
| MVP                    | Paola Egonu          | Italia   |
| Miglior palleggiatrice | Alessia Orro         | Italia   |
| Miglior opposto        | Paola Egonu          | Italia   |
| Miglior schiacciatrice | Sarina Koga          | Giappone |
| Miglior schiacciatrice | Myriam Sylla         | Italia   |
| Miglior centrale       | Agnieszka Kąkolewska | Polonia  |
| Miglior centrale       | Sarah Fahr           | Italia   |
| Miglior libero         | Manami Kojima        | Giappone |

## Statistiche
| Rendimento individuale | Rendimento individuale | Rendimento individuale | Rendimento individuale |
| Pos.                   | Nome                   | Punti                  | Squadra                |
| ---------------------- | ---------------------- | ---------------------- | ---------------------- |
| 1                      | Melissa Vargas         | 293                    | Turchia                |
| 2                      | Sarina Koga            | 272                    | Giappone               |
| 3                      | Gabriela Guimarães     | 249                    | Brasile                |
| 4                      | Kiera Van Ryk          | 236                    | Canada                 |
| 5                      | Magdalena Stysiak      | 228                    | Polonia                |
| 6                      | Li Yingying            | 213                    | Cina                   |
| 7                      | Mayu Ishikawa          | 209                    | Giappone               |
| 8                      | Alexa Gray             | 205                    | Canada                 |
| 9                      | Paola Egonu            | 188                    | Italia                 |
| 10                     | Ana Cristina de Souza  | 173                    | Brasile                |

| Attacchi vincenti | Attacchi vincenti  | Attacchi vincenti | Attacchi vincenti |
| Pos.              | Nome               | Punti             | Squadra           |
| ----------------- | ------------------ | ----------------- | ----------------- |
| 1                 | Sarina Koga        | 252               | Giappone          |
| 2                 | Melissa Vargas     | 246               | Turchia           |
| 3                 | Gabriela Guimarães | 224               | Brasile           |
| 4                 | Kiera Van Ryk      | 212               | Canada            |
| 5                 | Mayu Ishikawa      | 195               | Giappone          |
| 6                 | Magdalena Stysiak  | 194               | Polonia           |
| 7                 | Li Yingying        | 192               | Cina              |
| 8                 | Alexa Gray         | 183               | Canada            |
| 9                 | Paola Egonu        | 153               | Italia            |
| 10                | Yonkaira Peña      | 145               | Rep. Dominicana   |

| Muri vincenti | Muri vincenti         | Muri vincenti | Muri vincenti |
| Pos.          | Nome                  | Punti         | Squadra       |
| ------------- | --------------------- | ------------- | ------------- |
| 1             | Ana Carolina da Silva | 50            | Brasile       |
| 2             | Agnieszka Kąkolewska  | 36            | Polonia       |
| 3             | Hena Kurtagić         | 33            | Serbia        |
| 4             | Emily Maglio          | 32            | Canada        |
| 5             | Anna Danesi           | 31            | Italia        |
| 5             | Aslı Kalaç            | 31            | Turchia       |
| 7             | Wang Yuanyuan         | 28            | Cina          |
| 8             | Camilla Weitzel       | 27            | Germania      |
| 9             | Magdalena Stysiak     | 26            | Polonia       |
| 10            | Melissa Vargas        | 25            | Turchia       |
| 10            | Thaísa de Menezes     | 25            | Brasile       |

| Battute vincenti | Battute vincenti      | Battute vincenti | Battute vincenti |
| Pos.             | Nome                  | Punti            | Squadra          |
| ---------------- | --------------------- | ---------------- | ---------------- |
| 1                | Melissa Vargas        | 22               | Turchia          |
| 2                | Camilla Weitzel       | 19               | Germania         |
| 3                | Chatchu-On Moksri     | 16               | Thailandia       |
| 4                | Ekaterina Antropova   | 14               | Italia           |
| 4                | Paola Egonu           | 14               | Italia           |
| 4                | Merelin Nikolova      | 14               | Bulgaria         |
| 7                | Li Yingying           | 13               | Cina             |
| 7                | Roberta Ratzke        | 13               | Brasile          |
| 7                | Ana Cristina de Souza | 13               | Brasile          |
| 7                | Júlia Bergmann        | 13               | Brasile          |
| 7                | Alexa Gray            | 13               | Canada           |
| 7                | Sarina Koga           | 13               | Giappone         |